# Radosław Frątczak
Radosław Frątczak (* 18. September 2002) ist ein polnischer Radrennfahrer.

## Sportlicher Werdegang
Nach dem Wechsel in die U23 fuhr Frątczak von 2021 bis 2023 für den Klub Kolarski Tarnovi. In der Saison 2023 machte er durch mehrere Top-10-Platzierungen auf sich aufmerksam, so dass er in der folgenden Saison Mitglied im polnischen UCI Continental Team Voster ATS wurde. Bereits im April erzielte er mit dem Gewinn der letzten Etappe von Belgrad-Banja Luka den ersten Sieg bei einem internationalen Rennen. Im Juni war er mit einem Etappensieg beim Course Cycliste de Solidarność et des Champions Olympiques erneut erfolgreich. In beiden Rennen setzte er sich jeweils im Massensprint durch.

## Erfolge
2024
- eine Etappe Belgrad-Banja Luka
- eine Etappe und Nachwuchswertung Course Cycliste de Solidarność et des Champions Olympiques

2025
- eine Etappe Dookoła Mazowsza